# Anisopodus andicola
Anisopodus andicola es una especie de escarabajo longicornio del género Anisopodus, tribu Acanthocinini, subfamilia Lamiinae. Fue descrita científicamente por Kirsch en 1889.

## Descripción
Mide 14 milímetros de longitud.

## Distribución
Se distribuye por Ecuador.